# Nephrolepis arida
Nephrolepis arida är en spjutbräkenväxtart som beskrevs av D.L.Jones. Nephrolepis arida ingår i släktet Nephrolepis och familjen Nephrolepidaceae. Inga underarter finns listade.